# Cyrtomomyia tanganyikae
Cyrtomomyia tanganyikae är en tvåvingeart som först beskrevs av Curtis W. Sabrosky 1965.  Cyrtomomyia tanganyikae ingår i släktet Cyrtomomyia och familjen fritflugor.
Artens utbredningsområde är Tanzania. Inga underarter finns listade i Catalogue of Life.